# Priene
Priene (în limba greacă veche: Πριήνη, Priēnē) a fost un oraș elen din Ionia, membru al Ligii Ioniene, construit la poalele muntelui Mycale, la aproximativ 6 km nord de cursul râului  Maeander, la 25 km de anticul Milet, și la 67 km de orașele contemporane  Aydin și la 15 km de Söke. La origini, orașul a fost port la mare întinzându-se pe dealurile și terasele care se ridicau până la o înălțime de 380 m. În zilele noastre, după mai multe secole de modificări ale reliefului, orașul se află de depărtare de țărmul mării. 
Priene se putea lăuda cu o mare bogăție de opere de artă și monumente arhitectonice. Poziția originală a orașului pe Muntele Mycale nu a fost descoperită cu adevărat până în prezent. Se crede că orașul era plasat pe o peninsulă și avea două porturi. Priene nu s-a bucurat niciodată de o influență politică prea mare, în principal datorită populației sale reduse, de numai 4 – 5 mii de locuitori. Orașul a fost împărțit în patru sectoare: cel politic, unde se aflau Bouleterion și Prytaneion, cel cultural, unde se afla Teatrul, cel comercial, unde se afla Agora și cel religios, unde erau plasate templele lui Zeus și Demetrei și, cel mai important dintre ele, al Atenei. 

## Istoric

### Începuturile
Ruinele care sunt vizibile pe pantele muntelui Mycale datează din secolul al IV-lea î.Hr. Acestea nu sunt ruinele orașului original, care a fost un port la gura de vărsare a râului Maeander. Se pare că orașul original a fost părăsit datorită colmatării cursului principal al râului și lărgirii deltei în direcția Mării Egee. În aceste condiții, locuitorii ar fi fost obligați să trăiască într-o regiune mlăștinoasă. Este posibil ca această degradare a vetrei originale a orașului să se fi datorat defrișărilor masive a malurilor abrupte ale râului, ceece a condus la accelerarea eroziunii. Sedimentele au fost depuse progresiv la vărsarea râului în mare. 
Ruinele primului oraș Priene nu au fost identificate încă. Se presupune că acestea s-ar afla sub straturi groase de sedimente, transformate în zilele noastre în terenuri agricole. În zilele noastre s-au făcut estimări ale poziției originale a orașului luând în calcul rata de colmatare a gurilor râului și faptul că orașul a fost un port înfloritor secole la rând. Priene a fost fondat de coloniști din Teba, aproximativ în anul 1000 î.Hr. Prin anul 700 î.Hr, după o serie de cutremure, orașul a fost mutat spre locația cunoscută în secolul IV î.Hr. Prin anul 500 î.Hr, orașul s-a mutat spre portul Naulochos.

### Secolul al IV-lea î.Hr
În jurul anului 350 î.Hr, saptrapul Mausolus a plănuit să construiască un nou oraș pe pantele muntelui Mycale, oraș care ar fi urmat să fie deservit de un port cu ape adânci. Construcția a început când macedonenii au cucerit regiunea. Alexandru cel Mare și-a asumat personal responasabilitatea pentru mutarea orașului. Atât în planurile lui Mausolus, cât și în cele ale lui Alexandru, Priene urma să devină un oraș model. Alexandru s-a oferit să plătească pentru construcția Templului Atenei. Planurile templului aparțineau unui vestit arhitect al vremii. Exemplul dat de liderul macedonean a fost urmat de mai mulți cetățeni bogați ai regiunii și cele mai multe clădiri publice au fost construite cu bani privați, iar numele donatorilor au fost înscrise la loc de cinste
Ruinele orașului sunt considerate a fi cele mai bine păstrate dintre toate orașele elene antice. Orașul a fost studiat încă din secolul al XVIII-lea și cercetările nu au încetat nici în zilele noastre. Marmura folosită la edificarea orașului a fost extrasă din carierele din apropiere. Pădurile de pe muntele Mycale au furnizat lemnul necesar pentru acoperișuri și podele. Zona publică este organizată după un plan rectangular, care urca pe coastele terasate ale muntelui. Totul era drenat de un ingenios sistem de canale. Sistemul de alimentare cu apă și cel de canalizare au rezistat până în zilele noastre. Pot fi admirate fundațiile diferitelor clădiri, stăzile pavate, scările, câteva portaluri, munumente, ziduri, terase și o serie de coloane dărâmate. Părțile constucțiilor făcute din lemn nu au supraviețuit până în zilele noastre. 

### Ultimii ani

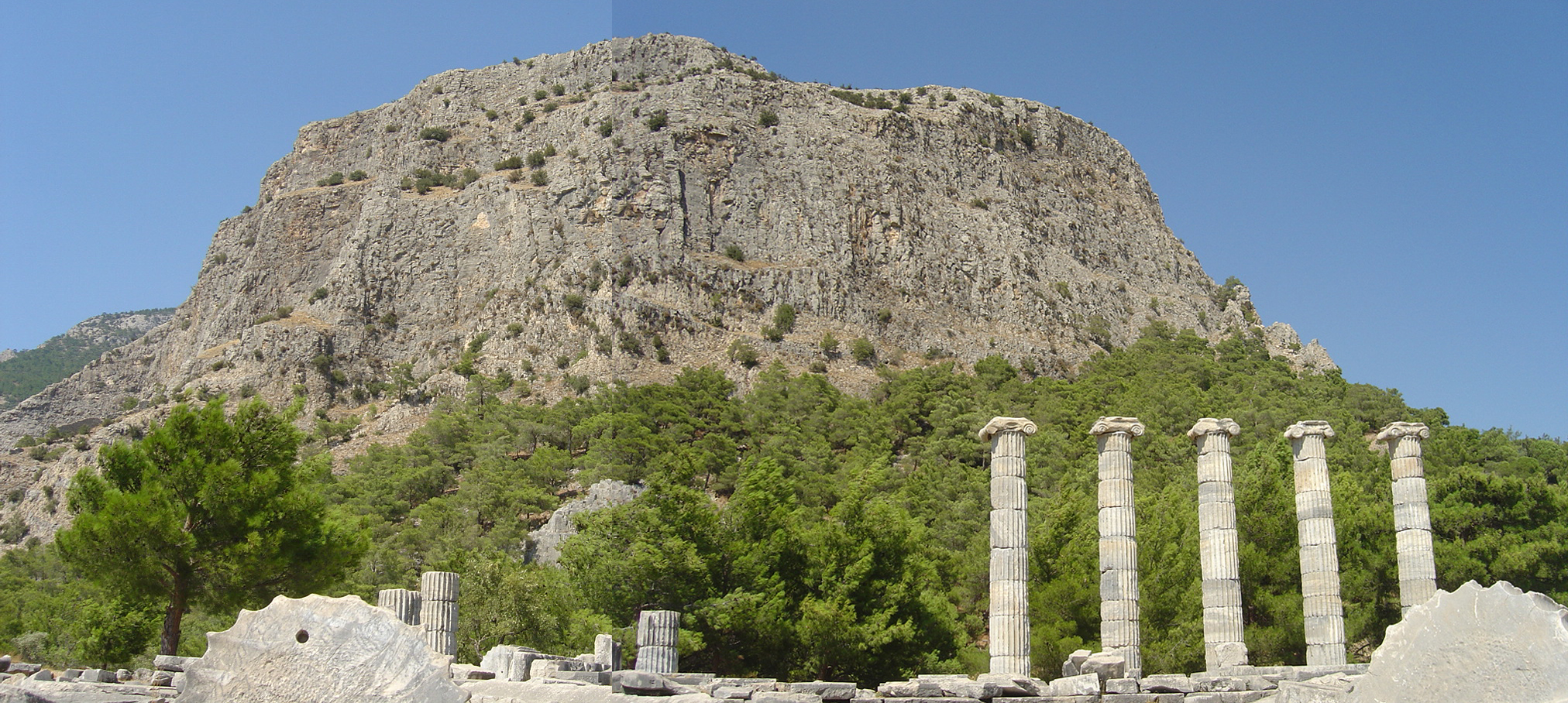
Sanctuarul Atenei din Priene. Cele cinci coloane au fost reconstruite în zilele noastre. În fundal se poate vedea dealul Acropolei

În ciuda așteptărilor celor care au reconstruit orașul, portul nu a mai rezistat decât câteva secole. Geograful Pausanias amintea în secolul al II-lea că râul Maeander colmatase colful în care se afla orașul Myus, iar locuitorii săi îl părăsiseră și se mutaseră în Milet. 
În vreme ce Miletul era încă un port funcțional în secolul I, după cum demonstrează cercetări geoarheologice recente, Priene își pierduse deja statutul de port și legătura cu marea deschisă în acele vremuri. Este foarte posibil ca neguțătorii să fi părăsit primii, pentru ca să se stabilească la Milet. Până în secolul al III-lea, tot Golful Milet, cu excepția Lacului Bafa, fusese colmatat. 
În zilele noastre, Miletul se afla la mai mulți kilometri de mare, iar Priene se află la marginea unei câmpii fertile. În apropiere de Priene a mai rămas un sat grecesc, a cărui compoziție etnică s-a modificat odată cu sosirea turcilor în secolul al XII-lea. În secolul al XIII-lea, Priene era numit de greci „Sampson”, după numele eroului biblic Samson, și „Samsun Kale” („Castelul lui Samson”) de către turci. Regiunea a mai rămas sub controlul Imperiului Bizantin până la sfârșitul secolului al XIII-lea.
După 1923 ultimii greci din regiune au plecat, ca urmare a înțelegerii dintre guvernele elen și turc. La scurtă vreme, și populația turcă a plecat, mutându-se în Güllü Bahçe, („Grădina de Trandafiri”), o fostă așezare greacă, care astăzi se numește Gelebeç ori Kelebeș. Excursiile către Priene încep din această ultimă locație.

## Caracteristici

### Teritoriul

Localizarea orașului la gura de vărsare a râului Maender și evoluția colmatării Golfului Milet

În secolul al IV-lea î.Hr., Priene dispunea de două porturi cu ape adânci în Golful Milet și se afla la o distanță relativ mare de mlaștinile Deltei râului Maender. Resursele agricole erau destul de reduse, deși Priene controla foarte probabil și o parte a văii râului Maender. Orașul-stat se învecina la nord cu Efesul și Teba. 
Priene a fost un mic oraș-stat cu numai 6.000 de locuitori. Densitatea populației din zona rezidențială a fost estimată la 166 locuitori/hectar, iar cea a locuințelor de 33 clădiri/ha. Toate clădirile publice se aflau la mică distanță una de cealaltă, dar erau greu accesibile datorită așezării lor pe terasele muntelui. 

### Societatea
Priene a fost un oraș bogat. Majoritatea caselor erau din marmură iar clădirile publice au fost ridicate prin donații private. Aproximativ o treime dintre clădirile orașului aveau toalete interioare, un lucru neobișnuit pentru grecii care preferau toaletele publice.  De asemenea, numeroase locuințe se bucurau de apă curentă și canalizare. Locația orașului asigura aprovizionarea relativ ușoară cu apă. Mai multe izvoare de pe muntele Mykale au fost captate și aduse în cisternele orașului cu ajutorul apeductelor. Din cisterne, apa era adusă prin conducte în case și la fântânile publice. Peste o treime dintre locuințele din Priene aveau apă curentă, în vreme ce, în restul orașelor elene, apa era adusă în case de la fântânile publice de către servitori. 

### Guvernarea
Sistemul de guvernare a orașului Priene a evoluat de la aristocrație la începuturile sale, la democrație în secolul al IV-lea î.Hr. Cel mai înalt for de conducere al orașului stat era „Priēneis” (Priēneis), care emitea decrete și alte documente publice în numele poporului. Monedele bătute în Preiene aveau pe obverse capul zeiței Atena, iar pe revers o spirală elenă. Au existat monede care au avut imporimat pe revers un delfin și literele PRIN, prescurtarea de la PRIĒNEŌN (ΠΡΙΗ – ΠΡΙΗΝΕΩΝ, care aparține locuitorilor orașului Priene). Aceste simboluri erau ilustrarea democrației, puterii maritime, asemănătoare Atenei, dar plasată în Asia. 
Mecanismul conducerii democratice era similar cu cel din Atena, dar mai puțin complicat. Adunarea cetățenilor se întâlnea periodic ca să dezbată problemele principale ale orașului și să ia decizii. Conducerea activității zilnice legislative și executive de un consiliul orășănesc, care se întâlnea în „bouleuterion”, un mic amfiteatru cu acoperiș din lemn. Șeful comunității era „prytane”. El și alți câțiva magistrați erau aleși perioadic. 
La fel ca în Atena, nu toți cetățenii orașului-stat aveau dreptul de vot. Populația din regiunea rurală nu avea drepturi politice politice egale. 

## Personalități
- Bias din Priene

## Galerie de imagini

Priene (Teatrul)
Priene (Buleoterion)
Priene (Agora)